# Deepdene
Die Deepdene ist eine Schrift des US-amerikanischen Schriftgestalters Frederic Goudy. Entstanden zwischen 1924 und 1934, zählt sie zu Goudys weniger bekannten Schriften. Gemäß DIN-Norm 16518 wird sie in die Gruppe der Venezianischen Renaissance-Antiqua eingeordnet.

## Entstehung
Die Deepdene entstand in der zweiten Hälfte der 1920er-Jahre – zu einer Zeit, als sich Frederic Goudy, ihr Entwerfer, den gebrochenen Schriften zuwandte. Der Name bezog sich auf die Ortsangabe des Hauses von Goudy und seiner Frau in Marlborough im Bundesstaat New York. Monotype lehnte Goudys Entwurf zunächst ab. Eine Veröffentlichung beim Monotype-Konkurrenten Linotype war zeitweilig in Planung. Angeblich aufgrund eines Missverständnisses wurde die Deepdene dann allerdings doch ins Programm der Monotype-Setzmaschine übernommen. Der Schriftschnitt Roman entstand 1927 – wobei Goudy an der Finalisierung für die Monotype nicht beteiligt war. Der Schriftschnitt Italic entstand 1928; die Matrizen dazu fertigte Goudys Ehefrau, Bertha M. Goudy. Zwischen 1931 und 1934 wurde die Deepdene um die Schriftschnitte Medium, Bold und Bold Italic vervollständigt.
Goudy selbst gab zu, dass der Entwurf stark an die Lutetia angelehnt war – eine Schrift des niederländischen Schriftentwerfers Jan van Krimpen, die ungefähr zur selben Zeit erschienen war wie die Deepdene. Im Unterschied zur bekannten Goudy Old Style oder auch der Kennerley Old Style zählt die Deepdene eher zu Goudys „kleinen“, nicht so bekannten Schriften. In Deutschland wurde sie lange von der H. Berthold AG vertrieben. Eine Überarbeitung für den Fotosatz erfolgte 1982/83 durch den künstlerischen Leiter der H. Berthold AG, Günter Gerhard Lange. Aktuell sind drei Versionen digital erhältlich: die von Berthold mit 6 Schnitten (Deepdene BQ), eine vom deutschen Anbieter URW Type Foundry mit 4 Schnitten plus Kapitälchen-Zusatzschnitt sowie eine von Lanston Type Company (LTC Deepdene) mit 13 Schnitten. LTC versteht sich als kreativer Nachlassverwalter des US-amerikanischen Monotype-Zweiges, wird von dem Machern des Typolabels P22 in Buffalo, New York betrieben und vertreibt vorwiegend digital neu aufgelegte Originalschriften aus dem Lanston-Sortiment – darunter einige von Frederic W. Goudy.

## Sonstiges
Deepdene ist auch der Name eines Parks und eines heute nicht mehr vorhandenen Landhauses in Surrey, das zeitweise Thomas Hope gehörte.